# Pat Roach
Francis Patrick Roach, más conocido como Pat Roach (19 de mayo de 1937, Birmingham, Inglaterra-17 de julio de 2004, Worcestershire, Inglaterra), fue un actor, doble de riesgo y luchador británico, conocido por sus papeles del mecánico alemán, el sherpa gigante y el guardia Thuggee en la serie cinematográfica de Indiana Jones. También participó en La naranja mecánica y Conan el Destructor, entre muchas otras.

## Carrera de lucha libre profesional
Antes de incursionar en la actuación, Roach era un luchador bien conocido. Incluso después de haber comenzado su carrera como actor, continuó luchando bajo el nombre de Pat "Bomber" Roach. Participó en eventos de lucha tanto en Gran Bretaña como en los Campeonatos de Europa de lucha libre de peso pesado.

## Carrera de actor
Hizo su primera aparición en calidad de portero en A Clockwork Orange (1971). A continuación, interpretó a un pendenciero llamado Toole en Barry Lyndon (1975). Roach tuvo un éxito considerable interpretando personajes secundarios como el de Hefesto en Furia de titanes (1981), y un bandido señor de la guerra en Red Sonja (1985). Tal vez lo más notable fue su papel como el General Kael, guerrero quien portaba casco de cráneo, en Willow (1988) y el jefe celta en Robin Hood: príncipe de los ladrones (1991).
En la saga de Indiana Jones, Roach apareció encarnando varios personajes. En Raiders of the Lost Ark (1981) desempeñó el papel de un sherpa corpulento con el que lucha Jones en un bar de Nepal, y del brutal mecánico alemán que encuentra la muerte a través de pala de la hélice en la pista de aterrizaje en Egipto mientras pelea con Jones. De este modo tuvo la rara oportunidad de ser asesinado dos veces en una película. En Indiana Jones and the Temple of Doom (1984), interpretó a un cruel supervisor Thuggee. Posteriormente tuvo una breve aparición en Indiana Jones y la última cruzada (1989) como un oficial de la Gestapo.
Roach es más conocido por el público británico en Auf Wiedersehen, Pet como Bomber, un albañil que se unió al reparto principal de Düsseldorf y apareció en la serie de los cuatro, pero murió antes de que se terminara.

## Fallecimiento
Roach murió en julio de 2004, después de una larga lucha contra el cáncer de garganta. Tenía 67 años.

## Filmografía
- La naranja mecánica (1971)
- Barry Lyndon (1975)
- Furia de titanes (1981)
- Raiders of the Lost Ark (1981)
- Nunca digas nunca jamás (1983)
- Conan el Destructor (1984)
- Indiana Jones and the Temple of Doom (1984)
- Red Sonja (1985)
- Willow (1988)
- Indiana Jones y la última cruzada (1989)
- Robin Hood: príncipe de los ladrones (1991)